# Janon
Le Janon est une rivière française du Massif central et un affluent du Gier, donc un sous-affluent du Rhône.

## Géographie
Le Janon est un cours d'eau de 13,9 km de longueur dans le département de la Loire, dans le massif du Pilat.
Source
Il prend sa source dans l'ancienne commune de Rochetaillée (partie sud-est de la commune de Saint-Étienne), au lieu-dit la Sagne dans le massif du Sapey,, à l'est du château de Rochetaillée. Il porte alors le nom de "ruisseau de Quatre Aigues" (un hameau porte le même nom à 1,3 km nord-nord-ouest de Rochetaillée).
Parcours
Remontant vers le nord, il arrive à l'ancien hameau de Janon (maintenant une partie du quartier de Terrenoire à l'est de Saint-Étienne), où il contribuait à alimenter plusieurs fontaines au début du XXe siècle. De nos jours, à partir de ce hameau son cours devient souterrain pour environ 1,65 km et s'oriente vers le nord-est. Il revient en surface entre d'une part la Châtaignière et la voie de chemin de fer au sud, et d'autre part la Massardière et la N88 (autoroute A47) au nord. 520 m plus loin il commence à servir de limite de communes entre Saint-Jean-Bonnefonds en rive gauche (côté nord) et Saint-Étienne en rive droite, pour environ 1,7 km. Il sert ensuite de limite de communes entre Saint-Jean-Bonnefonds et Saint-Chamond sur environ 350 m, puis passe entièrement sur Saint-Chamond.
À Pont-Nantin il reçoit en rive gauche le Ricolin, qui vient de Saint-Jean-Bonnefonds. Puis il passe entre la Varizelle à l'ouest et Izieux à l'est et rejoint le grand rond-point joignant la N88, la route de Langonand et la rue de Saint-Etienne. Là il reçoit en rive gauche le Langonand, qui vient de Saint-Christo-en-Jarez au nord.
Confluence
Il conflue avec le Gier dans Saint-Chamond, au rond-point Paul et Marie Cave de la M288 (entre le boulevard Waldeck Rousseau et le quai de la Rive).

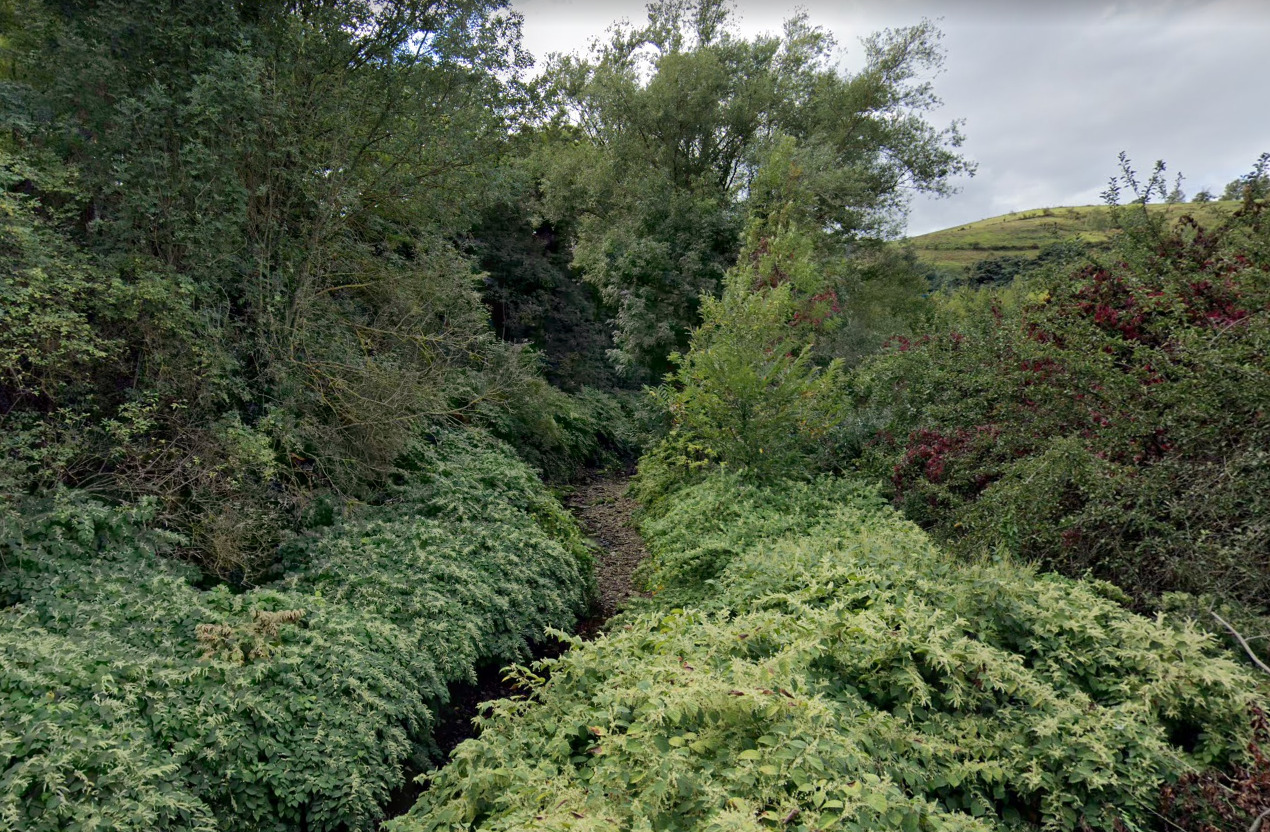
Le Janon entre Saint-Étienne à gauche et Saint-Jean-Bonnefonds à droite

## Principaux affluents

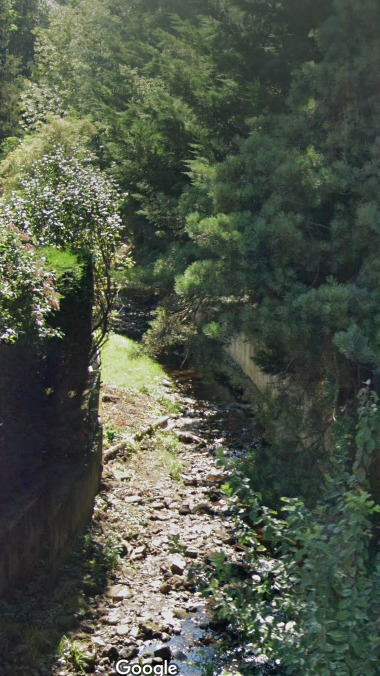
Le Ricolin (code V3100600) à Pont Nantin, vue vers l'aval. Il conflue en rive gauche du Janon 80 m plus loin

Quatre petits cours d'eau principaux viennent grossir le Janon :
- Le Ricolin (4 km), conflue en rive droite vers les Sagnes (Saint-Chamond)[7]
- La Combe Noire (2 km), conflue en rive droite aux environs de la Brocharie et Bois Jarret (Saint-Chamond)[8]
- Le Ricolin (4 km), conflue en rive gauche vers Pont Nantin (Saint-Chamond)[9]
- Le Langonand (10 km), conflue en rive gauche vers Paradis (Saint-Chamond)[10]

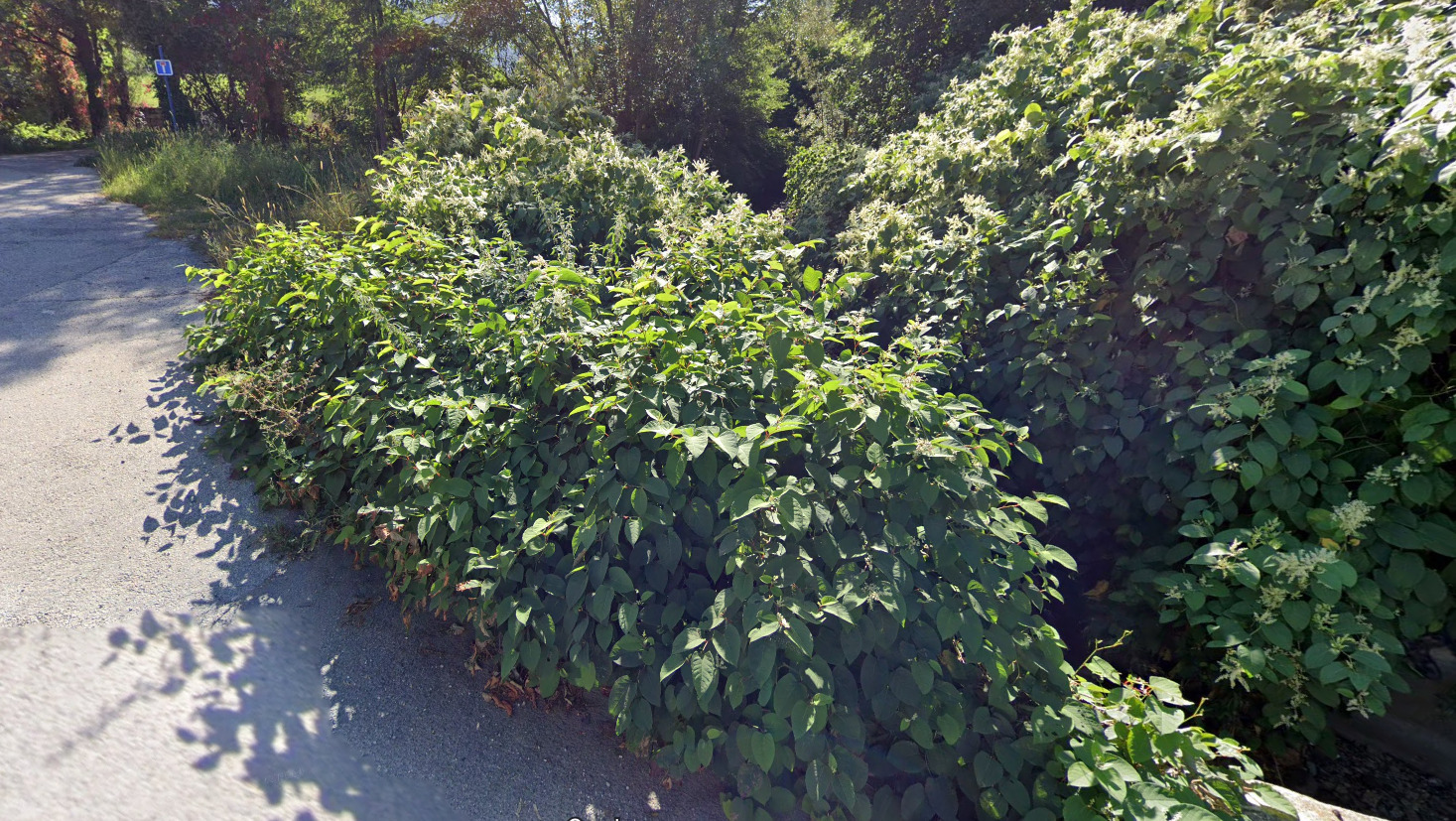
Le Janon longeant la N88 aux Sagnes (Sr-Chamond), où il reçoit le Ricolin (code V3100580) en rive droite
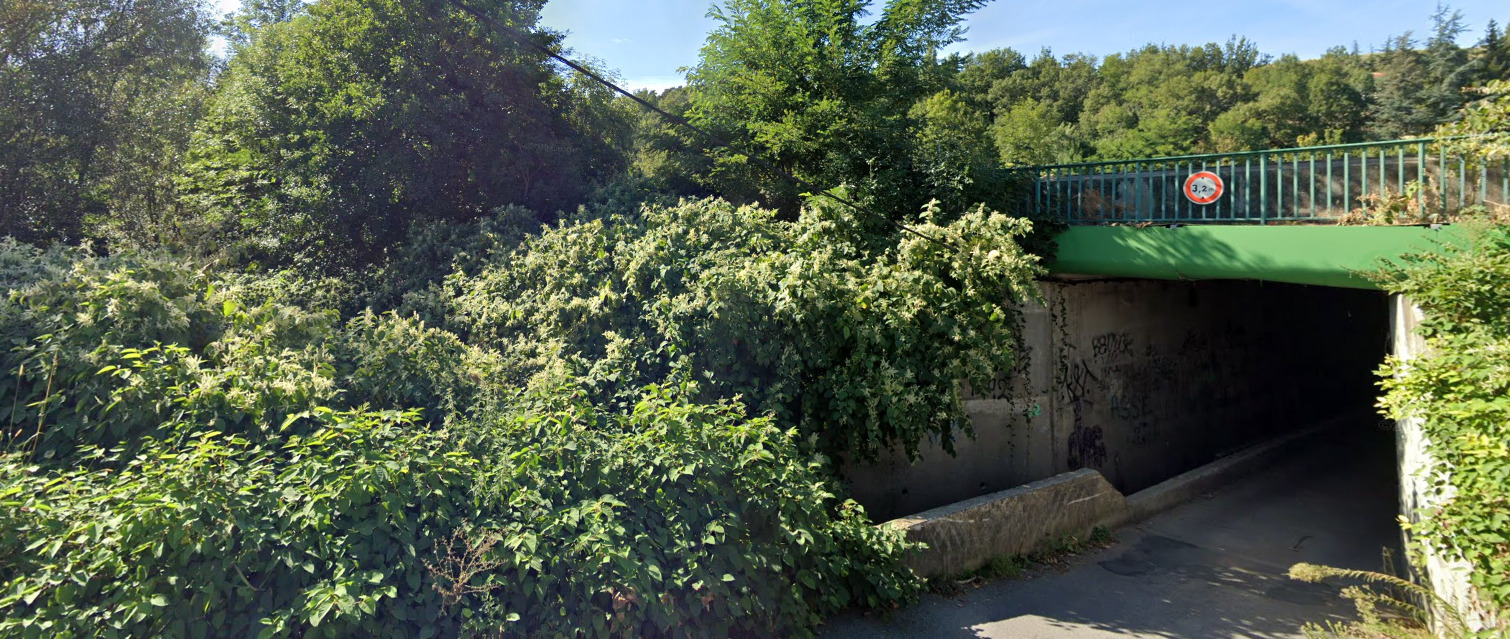
Le Janon passe sous la N88 aux Sagnes, après avoir reçu le Ricolin (code V3100580)
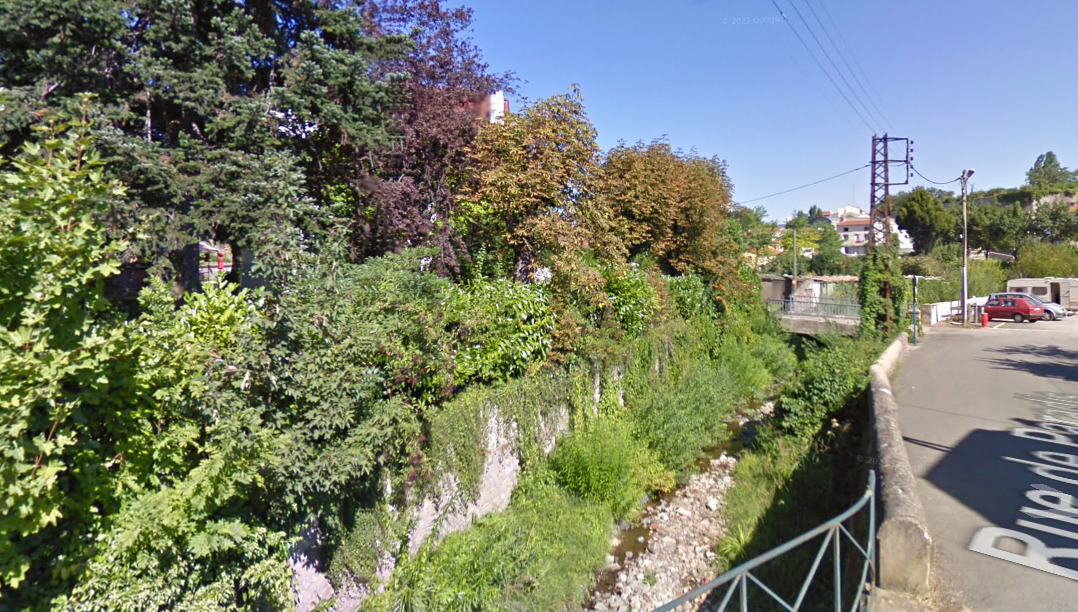
Le Langonand à Saint-Chamond, rue de Paradis. Il conflue avec le Janon à 60 m de là.

## Départements et villes traversées
- Loire : Saint-Étienne, Saint-Jean-Bonnefonds, Saint-Chamond

## Histoire

### Époque romaine: l'aqueduc du Janon
L'architecte Delorme a publié en 1759 ses recherches sur l'approvisionnement de Lyon en eau.
Une prise d'eau sur le Janon se trouvait à un lieu-dit appelé la Crasse de Janon sous Rochetaillée. Un aqueduc souterrain passait sur la droite du cours d'eau, jusqu'à un pont-aqueduc à la Varizelle dont on voyait encore les ruines à l'époque de Delorme, fin XVIIIe siècle. Il rejoignait les eaux de l'aqueduc du Gier à la Petite Varizelle, dans un autre pont-aqueduc « de cent toises de longueur » (environ 195 m de long). 

Pendant l'été 1906 une partie de ce canal souterrain est mise au jour près du hameau de Quatre-Aigues, le long du ruisseau en rive gauche, enterrée à 2,50 m de profondeur. La section du canal est assez petite : environ 30 × 40 cm. Peu après l'endroit où il a été mis au jour, ce canal passe en rive droite du Janon et y reste pour le restant de son parcours.
Une autre branche d'aqueduc a été révélée à la « Thoure des Sarrazins » près de Salvaris. Un conduit souterrain taillé dans le rocher est encore visible sur près de 10 m de longueur ; il vient à la suite d'une dérivation établie au gué du Pontin, où Pierre Cros situe l'ancien moulin Chausse. Des sondages réalisés par Granger y confirment l'existence d'une importante canalisation souterraine dont la taille brute est de 150 cm de hauteur et 110 cm de largeur moyenne.
L'eau ainsi captée allait du Pontin à la Thoure puis ressortait un kilomètre plus bas au pied de la falaise appelée la Grande Roche, bordant le ruisseau de Fontchoreyre, un des derniers affluents du Janon ; là elle dominait immédiatement la vallée inférieure du Janon et se trouvait proche de la jonction des aqueducs du Janon et du Gier. Ce raccourci, qui fournissait un véritable ruisseau appelé la Thour des Sarrazins de Savaris, préservait l'eau de la sécheresse. Cros dit qu'en 1790 une trombe d'eau a comblé le débouché maçonné de ce chenal souterrain. Mais plus loin, la construction d'une route (avant 1968) a mis au jour des vestiges d'aqueduc de 80 cm de haut et 60 cm de large.
Autre trait de la haute vallée du Janon : plusieurs endroits ont livré des conduits étroits faisant office de drains, placés pour recueillir les eaux de ce fond de vallée. D'anciens plans montraient l'existence au XVIIe siècle d'un réservoir/bassin antique ; selon certains, que Montauzan ne nomme pas, ce bassin aurait été le point de départ de l'aqueduc. Selon Montauzan, ce bassin « devait être rempli en partie par un bief de dérivation installé en amont sur le cours du ruisseau de Janon, à Quatre-Aigues, en partie par les conduits étroits » mentionnés.
Granger (1968), qui a quant à lui lu la grande compilation Pierre Cros — non sans mal, dit-il, car trop peu ordonnée mais cependant très riche en informations locales inédites —, constate qu'elle permettrait presque d'établir une carte du trajet de l'aqueduc « de Salvaris (2,5 km nord-est de Rochetaillée) ou même de Rochetaillée jusqu'au stade actuel d'Izieux ou jusqu'à la Varizelle et au lieu-dit de Pacalon ». Au début du XVIIe siècle, avant 1650, il restait de nombreuses traces de cette branche de l'aqueduc.
Le canal du Gier, alimenté entre autres par celui du Janon, arrivait vers Lyon au réservoir de Fourvière (banlieue ouest de Lyon).
La prise d'eau du Furan
Delorme pense aussi qu'il y avait une prise d'eau sur le Furan (bassin de la Loire) et qu'un autre aqueduc amenait ces eaux à se joindre à celles du Janon (bassin du Rhône). Cette jonction se passait peut-être à la crasse de Janon, auquel cas la prise d'eau sur le Furan a pu être installée « derrière la Charité » dit Delorme — vraisemblablement l'actuel hôpital de la Charité près de la rue du même nom. 

De fait, aux abords de Rochetaillée le Furan coule à seulement quelques centaines de mètres à l'ouest du ruisseau des Quatre Aigues ; à cet endroit le Furan est à 630 m d'altitude et le ruisseau des Quatre Aigues à environ 610 m d'altitude, mais ils sont séparés par une hauteur dont la crête à 750 m d'altitude à son point le plus bas. Cependant Delorme n'écarte pas la possibilité que les ingénieurs romains aient trouvé moyen de passer cet obstacle et d'amener les eaux du Furan à se joindre à celles du ruisseau des Quatre Aigues nettement plus en amont, « où l'une et l'autre rivière coulent dans de profonds vallons mais dont les grandes pentes peuvent fournir les moyens de prendre et d'élever les eaux dans un vallon, pour les faire passer dans l'autre ». 

Montauzan (1908), de son côté, affirme qu'il n'y a jamais eu de prise d'eau sur le Furan. Il est certain que le Janon ne recevait pas d'eau du Furan au moins jusqu'à la hauteur du hameau de Quatre-Aigues, car la section du canal qui a été découvert enterré à cet endroit n'était pas assez large pour contenir le débit du Furan - il semble qu'elle ait été juste assez grande pour le débit du Janon dans sa partie amont. 

Mais Granger (1968) tire de sa lecture de Pierre Cros que jusqu'à la moitié du XVIIe siècle les autochtones avaient la certitude d'une connexion souterraine entre le Furan et le Janon. Il relève aussi l'affirmation de Cros selon laquelle « sous la carrière Gibert (cours du Janon, en amont de Terrenoire), parut en 1859, l'adduction du Furan, lors de l'extraction du rocher » ; et encore celle-ci : « on a communiqué en 1829 » entre la Parthiollière (de nos jours écrit "la Partiolière, dans la vallée du Furan 700 m à l'ouest de Rochetaillée) et la carrière Gibert. Cros joint deux gravures (planches IV et III), montrant les régions d'entrée et de sortie du souterrain et Granger conclut de leur examen que la réalisation d'une connexion entre ces deux endroits n'a rien d'impossible. 
Les recherches
Après Delorme, d'autres ont fait des recherches sur cet aqueduc. Le colonel Maudet de Penhouet (1818), qui énumère toutes les communes par lesquelles passait l'aqueduc du Gier et mentionne le réservoir de Fourvière comme aboutissement de ce long cheminement.
Artaud mentionne rapidement en 1846 l'aqueduc qui recevait les eaux du Janon, sans plus de précision ; mais il a le mérite d'avoir publié une carte manuscrite faite par Delorme, qui a été reproduite par Germain de Montauzan,. 

La plus grosse documentation sur l'aqueduc du Janon est celle réunie par Pierre Cros, imprimée principalement en 1898 et avec des fascicules de compléments en 1901,. En 1967, Marquet mentionne la possibilité de son existence.
Granger a établi une carte des cheminements possibles et avérés de l'aqueduc du Janon et de ses branchesGranger 1968, p. 361: carte des branches de l'aqueduc du Janon.

### Les ateliers et hauts-founeaux de Terrenoire
En 1652 est envisagée la reconstruction d'un ancien bassin appelé « Aquarium des Quatre-Aigues » au profit des ateliers de Terrenoire. Ce bassin était alors bien connu et présumé dater de l'époque romaine.
Le Janon est un élément moteur du développement et de l'activité des hauts fourneaux de Terrenoire au XIXe siècle et, à cet effet, subit un détournement pour créer (beaucoup plus en aval que l'ancien aquarium des Quatre-Aigues) le bassin de Janon qui est déjà effectif en 1840.